# Sotare (maträtt)
Sotare är en maträtt bestående av ganska hårdstekt, halstrad ("sotad") saltad strömming med ryggbenet kvar. Sotare kan exempelvis ätas på knäckebröd eller med färskpotatis.